# Arthur Eddington
Sir Arthur Stanley Eddington (Kendal, 28 dicembre 1882 – Cambridge, 22 novembre 1944) è stato un astrofisico inglese.
Fu uno dei più importanti astrofisici dell'inizio del XX secolo. Scoprì il limite che porta il suo nome (limite di Eddington): corrisponde alla luminosità massima che può avere una stella con una data massa, senza che essa inizi a perdere gli strati più alti della propria atmosfera.
È comunque conosciuto per le sue ricerche sulla teoria della relatività. Fu grazie a uno dei suoi articoli (Report on the relativity theory of gravitation), che gli studiosi di lingua inglese scoprirono la teoria della relatività generale di Albert Einstein, dato che, durante la prima guerra mondiale, gli articoli delle riviste tedesche erano pochissimo (o per niente) diffusi nel resto del mondo.
Eddington seppe rendere popolari le scienze, scrivendo numerosi libri destinati a un pubblico profano. Molto nota è la sua straordinaria frase sulle scimmie dattilografe (in inglese Infinite Monkey Theorem) del 1929:

## Biografia
Eddington nacque a Kendal in Inghilterra da una famiglia di Quaccheri. Dimostrò molto presto le sue inclinazioni per la matematica e vinse diversi premi e borse di studio fino al 1905, quando cominciò alcune ricerche presso il laboratorio Cavendish, seguite da ricerche matematiche (che interruppe rapidamente). Infine fu assunto dall'Osservatorio Reale di Greenwich, dove fu coinvolto in un progetto di ricerca, iniziato nel 1900, sulle immagini fotografiche dell'asteroide 433 Eros. Il primo incarico riguardò l'analisi di queste immagini per determinare con precisione il valore della parallasse solare. Nel 1906 iniziò un suo studio statistico sul movimento delle stelle, che l'anno seguente gli fruttò un premio.
Nel dicembre 1912 George Darwin, figlio di Charles Darwin e titolare della cattedra Plumiana, morì ed Eddington fu designato a succedergli. Il titolare dell'altra cattedra di astronomia a Cambridge, la Lowndean chair, morì anch'egli e, nel corso dell'anno seguente, Eddington divenne il direttore dell'Osservatorio di Cambridge, responsabile dell'astronomia teorica e sperimentale a Cambridge.
Durante la prima guerra mondiale Eddington fu richiamato per il servizio militare. Essendo quacchero e pacifista, rifiutò l'arruolamento e chiese di effettuare un servizio alternativo, che a quei tempi non era previsto. Alcuni amici scienziati intervennero in suo favore e riuscirono a farlo congedare per i suoi meriti scientifici. Nel 1915 ricevette tramite la Royal Astronomical Society gli articoli di Einstein e di de Sitter sulla relatività generale. Iniziò a interessarsene perché la nuova teoria, allora ancora non verificata, sembrava spiegare la precessione del perielio di Mercurio.

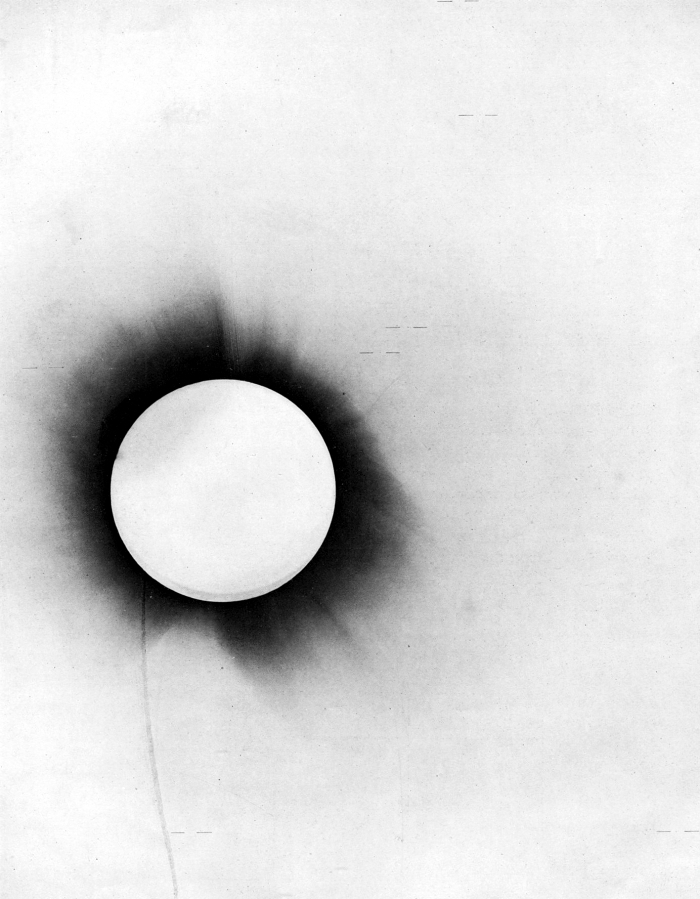
Una delle fotografie di Eddington dell'eclissi del 1919, presentate in un articolo del 1920.

Dopo la guerra, Eddington partì alla volta di São Tomé e Príncipe, dove il 29 maggio 1919 sarebbe stata visibile un'eclissi totale di Sole. Secondo la teoria della relatività generale, una stella visibile in prossimità del Sole avrebbe dovuto apparire in una posizione leggermente più lontana verso l'esterno, poiché la luce avrebbe dovuto essere leggermente deviata dal campo gravitazionale generato dalla massa solare. Durante l'eclissi, Eddington fece numerose fotografie delle regioni situate sul bordo del sole. Le condizioni meteorologiche erano cattive e le immagini fotografiche furono di pessima qualità e di difficile interpretazione.
Nel suo quaderno di appunti Eddington comunque annotò:
L'esperimento, la cui validità fu controversa e messa in dubbio, fu comunque la prima conferma della teoria della relatività.
Eddington ha studiato anche la struttura del nucleo delle stelle, sviluppando il primo vero modello dei processi che si svolgono al loro interno. All'inizio del XX secolo, gli astronomi erano abbastanza sicuri che le stelle fossero fatte di gas incandescente. Tuttavia, non si riuscivano a spiegare perché la grande pressione creata dalla massa degli strati più superficiali non provocasse il collasso della stella. Eddington ha avanzato la teoria oggi accettata secondo cui mentre la profondità e la temperatura nella stella aumentano con l'aumentare della profondità, l'interazione fra pressione gravitazionale e radiazione può impedire il collasso della stella. Ha scritto il libro di testo allora autorevole The Internal Constitution of Stars (1926), in cui ha anche introdotto il rapporto massa-luminosità, che fu poi chiamato limite di Eddington.
Calcolò anche l'abbondanza di idrogeno ed elaborò una teoria per spiegare le pulsazioni delle stelle variabili Cefeidi. I risultati di queste ricerche sono contenuti nel suo trattato The Internal Constitution of Stars (La costituzione interna delle stelle) pubblicato nel 1926.
Nel 1920, partendo da precise misure degli atomi effettuate da Francis Aston, fu il primo a ipotizzare che la sorgente di energia delle stelle provenisse dalla fusione nucleare dell'idrogeno in elio. Questa teoria, rivelatasi poi corretta, fu causa di una lunga controversia con Sir James Jeans, che sosteneva invece che l'energia derivava dalla contrazione della stella su sé stessa.
Negli anni successivi, e fino alla sua morte, si concentrò sempre con maggior fervore su quella che lui definiva la sua "teoria fondamentale", il cui scopo era l'unificazione della teoria quantistica, della teoria della relatività e delle leggi della gravitazione, basandosi essenzialmente su un'analisi numerologica dei rapporti adimensionali fra le costanti fondamentali.
Partendo da argomenti di estetica e numerologia, Eddington asserì che la costante di struttura fine (che era stata stimata avere un valore di circa 1/136) valesse esattamente 1/136. Quando nel 1938 le misure conversero su un valore di questa costante prossimo a 1/137, Eddington cercò di spiegarlo collegando 137 al cosiddetto numero di Eddington, una sua stima del numero esatto di elettroni nell'universo. Le sue ipotesi furono ritenute assai azzardate dagli studiosi dell'epoca. Recenti misure hanno dimostrato che il valore della costante di struttura fine è 1/137,035 999 11.
Negli ultimi anni della sua vita si oppose con veemenza alle teorie del giovane scienziato indiano Subrahmanyan Chandrasekhar riguardo alla massa massima di nane bianche, al di sopra della quale la stella implode e si trasforma in una stella di neutroni, in una stella di quark o in un buco nero. Le teorie di Chandrasekhar si sono rivelate esatte, procurandogli il premio Nobel per la fisica nel 1983.
Non riuscì a completare queste linee di ricerca su una teoria unitaria: morì nel 1944 a Cambridge. Il suo libro Fundamental Theory fu pubblicato postumo nel 1946.

## Pubblicazioni
- 1914. Stellar movements and the structure of the universe
- 1919. The Relative Theory Report of Gravity
- 1920. Space time and gravitation (tr.it., Spazio, tempo e gravitazione, Universitaria Bollati Boringhieri, 1997)
- 1923. The Mathematical Theory of Relativity
- 1926. The Internal Constitution of Stars
- 1927. Stars and atoms
- 1928. The nature of fisical world (tr.it. La natura del mondo fisico, Laterza, Bari, 1987)
- 1929. Science and unseen world (tr.it. La scienza & il mondo invisibile, Ares,2018)
- 1933 The expanding Universe (tr. it. L’Universo in espansione, Zanichelli, Bologna, 1933)
- 1935. New Pathways of Science T
- 1939. The Philosophy of Physical Science (tr.it. Filosofia della fisica, Laterza, Bari, 1984)
- 1939.The philosophy of physical science
- 1943. The combination of relativity theory and quantum theory
- 1946. Fundamental Theory, pubblicato postumo a cura di E. T. Whittaker

## Nella cultura di massa
- la rivista Time gli ha dedicato la copertina il 16 aprile 1934.[3]
- il suo rapporto con Einstein è soggetto del film televisivo del 2008 Il mio amico Einstein (titolo originale Einstein and Eddington), co-prodotto da BBC e HBO. Nel film David Tennant interpreta Arthur Eddington e Andy Serkis interpreta Albert Einstein.

## Premi
Eddington ricevette numerosi premi e onorificenze:
- Medaglia Bruce (1924) dell'Astronomical Society of the Pacific
- Medaglia Henry Draper (1924)
- Medaglia d'Oro della Royal Astronomical Society (1924)
- Medaglia della Royal Society (1928)
- Medaglia della Société Astronomique de France (1928)
- Nomina a Cavaliere (1930)
- Order of Merit (1938)

Portano il suo nome il cratere Eddington sulla Luna e l'asteroide 2761 Eddington.